# Miguel Llanes Hurtado
Miguel Llanes Hurtado, nacido en Don Benito, Badajoz, el 5 de octubre de 1978. Es un Gran Maestro Internacional de ajedrez español.

## Resultados destacados en competición
Ganó el VII Campeonato de España individual abierto, en Almería en el año 2007.
Campeón absoluto de Extremadura más joven en su momento, con sólo 15 años. 
Es el primer Gran Maestro extremeño. (Octubre 2007) tras realizar tres normas de Gran Maestro en unos torneos cerrados donde los resultados suscitaron grandes suspicacias.
El 1 de marzo de 2010 se proclama presidente de la Federación Extremeña de Ajedrez.